# Leyes Porcias
Las leyes Porcias fueron tres leyes del siglo II a. C. de Roma cuyas fechas y contenido no se saben con certeza. Su número nos consta por Cicerón: que tres sunt tria Porciorum (De Republica, II, 31 &54) Su fecha la coloca Lange en los años  198, 194 y 184 a. C.; pero Maynz observa que deben ser posteriores al año 585 de Roma, fecha hasta donde los anales de Tito Livio, que no contienen la historia de estas leyes. El mismo Maynz dice que según una moneda de plata que se encuentra en Eckhel (V, 286) es probable que el autor de una de estas leyes fuera Publio Porcio Leca.
En cuanto a su contenido sí que lo indica Tito Livio diciendo: Porcia tamen lex...gravi poena, si quis verberasset, necassetque civem romanum, sanxit, con cuya indicación convienen Cicerón y Salustio; pero no sabemos si todas las tres leyes dispusieron lo mismo o no, ni cual era la pena grave que imponían. Lange opina que la primera de estas leyes sería la pro tergo civium lata, o sea aquella cuyo contenido nos indica Tito Livio; la segunda permitiría la provocatio ad populum fuera de Roma y que hasta ella no pudo ser invocada longius ab urbe mille passum (si bien Mommsen duda de que se diese nunca esta apelación fuera de Roma) y la tercera limitaría el imperium militar prohibiendo a los oficiales la fustium verbatio sobre losm soldados ciudadanos. La tendencia de estas leyes fue la de limitar la imposición de la pena de muerte al ciudadano, especialmente por motivos políticos. Ya la Ley de las XII Tablas había dispuesto que solamente por una decisión de los comicios centuriados (comitiatus maximus) pudiera el ciudadano ser privado de la vida, de la libertad o de la ciudadanía; pero esto se infringió, por lo que había la necesidad de dictar la Ley Porcia de tergo civium lata, si bien después de ella la sangrienta reacción que siguió a la derrota de Tiberio Graco volvió a violar tales disposiciones, que fueron de nuevo sancionadas por la Ley Sempronia de Cayo Graco en el año 631 de Roma. En cuanto a la pena impuesta por la Ley Porcia, acaso fuese la misma que la de maiestas o de la perduellio. En estas disposiciones se fundó San Pablo para eludir el ser azotado, alegando su calidad de ciudadano romano.